# Václav Obšil
Václav Obšil (28. září 1915 Pňovice – 13. října 1942 Scropton) byl český radiooperátor a palubní střelec Royal Air Force v období druhé světové války.

## Život

### Před druhou světovou válkou
Václav Obšil se narodil 28. září 1915 v Pňovicích. Vystudoval obchodní akademii.

### Druhá světová válka
Po německé okupaci v březnu 1939 opustil Václav Obšil ilegálně Protektorát Čechy a Morava a 21. srpna téhož roku se v Krakově přihlásil do zde vznikající československé zahraniční jednotky. Po pádu Polska v září 1939 se dostal do sovětské internace. Po propuštění odcestoval přes Střední východ do Spojeného království, kde byl přijat do Royal Air Force. Začal se školit pro službu v bombardovacím letectvu u 1429. československé operační letky. Ta byla od 31. srpna 1942 zařazena jako 5. výcviková letka k 27. operační výcvikové jednotce na letišti v Church Broughtonu. Dne 13. října 1942 odstartoval jeho stroj Vickers Wellington Mk.Ic Z8854 KX-V pilotovaný Františkem Fantou ke cvičnému nočnímu orientačnímu letu. Při pokusu o přistání za ztížených povětrnostních podmínek havaroval u nedaleké vesnice Scropton. Celá posádka zahynula. Pohřbena byla 16. října 1942 na hřbitově u kostela svatého Paula ve Scroptonu. Dosáhl hodnosti podporučíka.

## Posmrtná ocenění
- Václav Obšil byl v roce 1991 in memoriam povýšen do hodnosti podplukovníka
- Václavu Obšilovi byla na rodném domě v Pňovicích čp. 43 odhalena pamětní deska[1]